# Macroptila elongata
Macroptila elongata är en fjärilsart som beskrevs av Gottfried Christian Reich 1936. Macroptila elongata ingår i släktet Macroptila och familjen björnspinnare. Inga underarter finns listade i Catalogue of Life.